# ریگان پاسترناک
ریگان پاسترناک (انگلیسی: Reagan Pasternak؛ زادهٔ ۸ مارس ۱۹۷۷) یک هنرپیشه اهل کانادا است.
از کارهای آن می‌توان به بازی در فیلم فقط دفن‌شده اشاره کرد.